# Fraugde Sogn
Fraugde Sogn er et sogn i Hjallese Provsti (Fyens Stift).
I 1800-tallet var Fraugde Sogn et selvstændigt pastorat. Det hørte til Åsum Herred i Odense Amt. Fraugde sognekommune blev ved kommunalreformen i 1970 indlemmet i Odense Kommune.
I Fraugde Sogn ligger Fraugde Kirke fra 1100-tallet. Tornbjerg Kirke blev indviet i 1994 efter at Tornbjerg Sogn var udskilt fra Fraugde Sogn 1. januar 1992.
I sognet findes følgende autoriserede stednavne:
- Birkum (bebyggelse, ejerlav)
- Birkum Kohave (bebyggelse)
- Birkum mose (bebyggelse)
- Fraugde (bebyggelse, ejerlav)
- Fraugde-Kærby (bebyggelse, ejerlav)
- Harekær (bebyggelse)
- Kallerup (bebyggelse, ejerlav)
- Kildehuse (bebyggelse)
- Krogen (bebyggelse)
- Kærbygård (bebyggelse)
- Langager (bebyggelse)
- Nørrebjerg (bebyggelse)
- Over Holluf (bebyggelse, ejerlav)
- Radby (bebyggelse)
- Rødelåge (bebyggelse)
- Tietgenbyen (bebyggelse)
- Trællebjerg (bebyggelse)
- Tving (bebyggelse, ejerlav)

## Historie
Sognet er et af de større på Fyn og er særdeles frugtbart. En kilde postulerer, at selve navnet Fraugde, der i sin oprindelige form benævnedes Fravyth, peger på sognets tidligere skovrigdom, idet endelsen -uyth, ved, betyder skov. Det antages, at endelsen -vyth er synonym med –uyth eller -uith. Navnet skulle således kunne udlægges som ”den fraskilte skov” . Et udskiftningskort fra 1816 viser dog en udpræget skovfattigdom i sognet, og det er først indenfor de sidste 30 år, en egentlig nybeplantning finder sted.
En anden kilde henviser derimod til navnet Frawid, eller Fravith som det skrives i 1314. Fra-vith tolkes som Frue Ved (skov). Muligvis er her en plausibel hentydning til en ældre udskilning fra Vor Frue landsogn, der mod nordvest grænsede op til Fraugde sogn.
Fraugde er ”hovedlandsbyen” i sognet med en stor romansk kirke. Byen er nabo til godset Fraugdegaard. Fraugde og de andre landsbyer i sognet har formodentlig ligget det samme sted siden middelalderens begyndelse.
Særligt er det at selve Fraugde by har en tvillingby i den nærliggende Fraugde-Kærby. Denne landsby har også en større gård i sin nærhed, Kærbygaard. Ved Kærbygaard er der voldrester i terrænet, og oprindeligt var Kærbygaard sognets ældste hovedgård, nedlagt omkring år 1610. Denne gård er, som i Fraugdegaards tilfælde, placeret lidt udenfor selve landsbyen. 
Landbruget har altid spillet den altoverskyggende rolle i sognet. Det var her størstedelen af befolkningen fandt sit livsgrundlag. Bondekulturen forsatte stort set uforstyrret indtil slutningen af det 19'ende århundrede. Sognet fik i 1878 en plovfabrik, der gav mulighed for beskæftigelse uden for landbruget. Plovfabrikken kom til at spille en stor rolle i sognet og fik for alvor sat Fraugde på landkortet.
De sidste 20-35 år er der sket en omfattende udvikling i Fraugde sogn. Sognet er gået fra at være et udpræget landsogn med landsbyer, herregårde og landbrugsorienteret produktion med undtagelse af plovfabrikken og et større mejeri i Birkum til indlemmelse i Odense i forbindelse med urbaniseringen. Plovfabrikken er dog lukket i dag, og mejeriet fungerer som ostefabrik under Arla koncernen.
I 1970 blev Fraugde sogn sammen med 12 andre sognekommuner indlemmet i Odense Kommune. I dag hører Fraugde sogn til under bydelen Odense Sydøst.
Den nære beliggenhed til købstaden Odense gav i tidligere tider mulighed for salg af landbrugsprodukter på torvet i Odense som et vigtigt supplement til økonomien. Nærheden til Odense har også gjort, at sognet ikke har været så isoleret – den ”store” verden var ikke så fjern.
Den korte afstand til Odenses ydre områder har ligeledes medført en stigende urbanisering af de dele af sognet, der er placeret her. 
De første områder, der udviklede sig til egentlige bydele, var Holluf Pile, dernæst Tornbjerg og Blangstedgaard. Disse er blevet en naturlig fortsættelse af Odense. Denne udvikling fortsætter til stadighed, og Fraugde er i dag midt i at blive indlemmet i Odense.
Befolkningstallet er som resultat af udviklingen steget markant i de sidste 30 år. Befolkningstallet blev på et tidspunkt så stort, at det blev nødvendigt at udskille en del af Fraugde sogn til et nyt sogn. Det fik navnet Tornbjerg. I sognet ligger godserne Hollufgaard, hvor hovedbygningen i dag fungerer som kontorbygning, og Blangstedgaard, der i dag fungerer som børnehave, samt landsbyen Neder Holluf.
Hele Fraugde sogn bærer kraftigt præg af at være direkte opland og forstadskvarter til Odense, hvilket også ses i tilbagegangen for forretningslivet i lokalområdet. Folk bor i landsbyerne, men har deres erhverv andetsteds.
Med åbningen af det sidste stykke motorvej E20 i 1985 fik Fraugde sogn en strategisk god beliggenhed. På dette tidspunkt grænsede store jordområder op til Odense, og en planlægning af et stort nyt industriområde tog form. Det bevirkede, at ledige byzone-områder i sognet, cirka 270 hektarer, i 1993 blev ændret til erhvervsformål. Disse områder er i dag i fuld udvikling og grænser helt op til Fraugde landsby. Denne nye bydel af Odense har fået navnet Tietgenbyen. I takt med den industrielle udvikling er behovet for flere boligområder steget, og i de sidste 5 år er der kommet talrige nye villa- og rækkehusområder i Fraugde by, og endnu flere områder er reserveret til ny boligbebyggelse. I dag er Fraugde reelt en del af Odense, selvom der trods alt stadig er pletter af landsbystrukturer tilbage. Det er dog formodentlig kun et spørgsmål om tid, førend Odense har brug for mere plads, og der er kun én retning, byen kan udvikle sig i, ud på landet.
Der er imidlertid intet, der tyder på at Odense i den nærmere fremtid vil udvikle sig i retning mod Birkum. Jorden mellem Fraugde og Birkum er ejet af adelsfamilien Bille-Brahe på Fraugdegaard, og de ønsker ikke umiddelbart et mindre jordtilliggende. I 1980’erne har Fraugdegaard endvidere haft økonomisk gavn af områdets store udvinding af grus.

## Kommuneatlasset over Fraugde sogn
I kommuneatlasset er alle bygninger opført før 1940, vurderet ud fra en kort udvendig besigtigelse. Fastlæggelsen af en bygnings bevaringsværdi baserer sig på en række forhold, der vurderes hver for sig.
De fem forhold er følgende: Den arkitektoniske værdi er et udtryk for bygningens individuelle arkitektoniske kvalitet. Den kulturhistoriske værdi er et udtryk for bygningens fortid, hvor gammel den er, hvad den har været brugt til gennem årene og eventuelt andre forhold af historisk interesse. Den miljømæssige værdi er et udtryk for bygningens betydning i forhold til de omgivelser, der støder direkte op til bygningen. Originaliteten baserer sig på en vurdering af bygningens nuværende udseende i forhold til det udtryk, den havde ved opførelsen. Bygningens tilstand i teknisk/konstruktiv henseende.
I Fraugde sogn er der vurderet og registreret 438 bygninger. Heraf blev 19 bygninger registreret med en høj bevaringsværdi, 313 med en middel bevaringsværdi og 102 med en lav bevaringsværdi. Der er 4 fredede bygninger beliggende i sognet: Fraugde Kirke, Tornbjerg Kirke, Fraugdegaard og Hollufgaard. Et større område, der er udpeget i kommuneatlasset, er landsbyen Over Holluf. Landsbyen er udvalgt som et eksempel på en delt adelby samt en slynget vejby. Over Holluf er udvalgt med henblik på særlig hensyntagen ved videre byplanlægning.
Landsbyerne Fraugde, Over og Neder Holluf er i dag blevet medinddraget i byzonen med henblik på videre udvikling. Det samme gør sig gældende for samlinger af bygninger, der ikke har landsbystatus såsom Trællebjerg Huse, Kildehusene og Nørrebjerg. I landzonen ligger landsbyerne Birkum og Fraugde-Kærby med Kærbygaard. Samlinger af huse uden landsbystatus er Tving, Radby, Birkum Kohave, Langager og Birkum Mose. Birkum er i lokalplanen for år 2000–2012 blevet bedømt som en mellemstor kategori 2-landsby. I denne kategori må der bygges maksimalt 15 boliger i perioden år 2000 til 2012. Fraugde-Kærby er en kategori 3-landsby, en lille landsby. I denne kategori må der maksimalt etableres 10 boliger, fortrinsvis i eksisterende bygninger. Af det samlede antal boligenheder må maksimalt opføres 3 nye fritliggende boliger. Boligbyggeri over 3 boliger kræver udarbejdelse af en ny lokalplan.

## Fraugde landsbykerne
I dag er der ikke meget tilbage af den gamle landsbykerne i Fraugde. Før gårdene blev udskiftet, var byen samlet om et ovalt vejforløb med kirken i den sydlige ende. Vejforløbet, Overvejen og Nedenvejen, kan svagt genfindes i dag, dog er den nordlige del blevet indlemmet i et tidligere industriområde og er derfor afspærret. Den gamle Odense-Svendborg landevej løb gennem byen indtil 1985, hvor landevejen blev ført udenom byen.
Omkring kirken, som ligger på en banke, må det formodes, at den ældste landsbykerne befinder sig. Der er ikke bevaret noget bystævne i byen. 
Landsbyens udstrækning afgrænses mod syd af Fraugde Bybæk og engområder, der danner skellet til Fraugdegaards jorder.
Et kort fra 1896/1898 over Fraugde by viser, at der fandtes områder inden for landsbykernen, som tidligere har været anvendt til fælles grusgravning. Det ene af disse områder er i dag genanvendt som kirkegård, taget i brug omkring 1976. Det andet område blev anlagt som et parkanlæg af plovfabrikkens ejer i den første halvdel af det 19.ende århundrede. I umiddelbar nærhed af kirken har en del bindingsværkshuse stadig deres plads. Disse huse udgør sammen med kirken og vejforløbet den mest velbevarede rest af den gamle landsbykerne. Husene er i den kommunale registrering blevet vurderet som middel bevaringsværdige.
Præstegården er placeret vest for kirken. Den er bygget i 1977 på samme sted som sin forgænger fra 1902. Før dette lå præstegården nordøst for kirken som et traditionelt, firfløjet anlæg. I dag er stuehuset bevaret, omend i stærkt ombygget stil, men bindingsværket er stadig det fremtrædende træk. Den gamle præstegårdshave og gårdsplads er i dag bebygget med parcelhuse.